# Fata Morgana (Litfiba)
Fata Morgana è la terza traccia dell'album Terremoto del gruppo rock italiano Litfiba.
Il brano è considerato una delle migliori composizioni in assoluto della band fiorentina, sia per quanto riguarda l'arrangiamento musicale che per il testo, che descrive un viaggiatore gravemente disidratato nel deserto cui si mostra l'omonimo effetto ottico, uno dei più poetici mai scritti da Pelù.
È una canzone sull’apparenza, sulle cose che non sono mai come sembrano, sul fatto che non ci si debba fermare all’esteriorità, ma pensare che possa anche trattarsi di un effetto ottico, il cosiddetto fatamorgana appunto. Il suo titolo originale era Febbre di luce, espressione con cui qualcuno ha tentato di tradurre in inglese il titolo, cioè "Light fever".
Nonostante il brano non sia stato promosso come singolo, fu girato ugualmente un videoclip, che mostra Pelù e Renzulli cantare e suonare in mezzo al deserto simulato in una spiaggia, in preda alla sete e ai miraggi. La CGD fece poi uscire il video nel 1994 per fare promozione alla raccolta Re del silenzio.